# Stoenești (Giurgiu)
Stoeneşti é uma comuna romena localizada no distrito de Giurgiu, na região de Muntênia. A comuna possui uma área de 48.20 km² e sua população era de 2113 habitantes segundo o censo de 2007.